# Profondsart
Profondsart est un hameau de Limal, section de la ville belge de Wavre située en Région wallonne dans la province du Brabant wallon.